# Germantown (Wisconsin)
Germantown – wieś w Stanach Zjednoczonych, w stanie Wisconsin, w hrabstwie Washington. W roku 2013 zamieszkiwało ją 19 788 osób.